# Tom Vannoppen
Tom Vannoppen est un coureur cycliste belge de cyclo-cross, né le 21 décembre 1978. Professionnel de 1999 à 2007, il a notamment été vice-champion du monde en 2002. Contrôle positif à la cocaïne à la fin de l'année 2007, il a mis un terme à sa carrière professionnelle quelques mois plus tard.

## Palmarès

### Victoires
- 1998-1999
  - Fond-de-Gras
- 1999-2000
  - Dudzele
- 2000-2001
  - Kayl
- 2001-2002
  - Overijse
- 2002-2003
  - Kayl
  - Rijkevorsel
- 2003-2004
  - Zonnebeke
  - Schulteiss-Cup
- 2004-2005
  - Schulteiss-Cup
  - Sint-Michielsgestel
  - Pétange
  - Sint-Niklaas

### Classements
| Épreuve / Édition       | 1998/1999 (espoirs) | 1999/2000 (espoirs) | 2000/2001 | 2001/2002 | 2002/2003 | 2003/2004 | 2004/2005 | 2005/2006 | 2006/2007 |
| Classement UCI          |                     |                     | 8e        | 6e        | 8e        | 6e        | 8e        |           |           |
| Championnat du monde    | 2e                  | 2e                  | 9e        | 2e        | 8e        |           | 6e        | 5e        |           |
| Coupe du monde          |                     |                     | 7e        | 7e        |           | 5e        | 5e        |           |           |
| Superprestige           |                     | 8e                  | 4e        | 5e        | 7e        | 5e        | 6e        | 6e        |           |
| Championnat de Belgique | 2e                  | 2e                  | 7e        | 4e        | 8e        | 10e       | 2e        | 5e        |           |